# ژانگ چینگ ژی
ژانگ چینگ ژی (جْا چْع جِ‎؛ زادهٔ ۱۰ سپتامبر ۱۹۴۸) نویسنده اهل چین است.